# تيموثي أومندسون
تيموثي أومندسون (بالإنجليزية: Timothy Omundson)‏ هو ممثل أمريكي، ولد في 29 يوليو 1969 في الولايات المتحدة.

## أعمال

### أفلام
- (2006) مهمة مستحيلة 3[4]

### مسلسلات
- 24
- القاضية إيمي
- موردر
- سايك
- التحقيق في موقع الجريمة
- ميامي
- عقول إجرامية
- كولد كيس
- سوبر ناتشورال 10

## وصلات خارجية
- تيموثي أومندسون على موقع IMDb (الإنجليزية)
- تيموثي أومندسون على موقع ألو سيني (الفرنسية)
- تيموثي أومندسون على موقع ميوزك برينز (الإنجليزية)
- تيموثي أومندسون على موقع أول موفي (الإنجليزية)
- تيموثي أومندسون على موقع قاعدة بيانات الأفلام السويدية (السويدية)
- تيموثي أومندسون على موقع إن إن دي بي (الإنجليزية)
- تيموثي أومندسون على موقع ديسكوغز (الإنجليزية)
- تيموثي أومندسون على موقع قاعدة بيانات الفيلم (الإنجليزية)
- تيموثي أومندسون على موقع كينوبويسك (الروسية)